# Кладько Василь Петрович
Васи́ль Петро́вич Кладько́ (12 січня 1957, с. Озеро, Рівненська область — 13 березня 2022, смт Ворзель) — український фізик. Член-кореспондент НАН України, доктор фізико-математичних наук, професор, лауреат Державної премії України в галузі науки і техніки 2007 р., лауреат Премії імені В. Є. Лашкарьова НАН України 2017 р., завідувач відділу Інституту фізики напівпровідників НАНУ з наукової роботи, Київ.

## Біографія
Народився 12 січня 1957 р. у с. Озеро, Володимирецький район, Рівненська область.
- 1964—1974 — Озерська середня школа (золота медаль);
- 1974—1979 — студент Чернівецького Державного Університету, фізичний факультет (з відзнакою);
- 1982—1985 — аспірант Інституту напівпровідників АН УРСР.
- 1998—2000 — докторант Інституту Фізики напівпровідників НАН України.

Загинув під час російського вторгнення в Україну. Його розстріляли російські окупанти у Ворзелі, куди він приїхав, щоб вивезти звідти свою родину — дружину та онуків.

## Наукові ступені та звання
- 1986 — Кандидат фізико-математичних наук (01.04.07 — фізика твердого тіла). Дисертацію захистив у спеціалізованій раді К.016.37.01 Інституту металофізики ім. Г. В. Курдюмова НАН України (04.06.1986 р.);

- 1995 — Старший науковий співробітник (01.04.07 — фізика твердого тіла);

- 2000 — Доктор фізико-математичних наук (01.04.07-фізика твердого тіла). Дисертацію захистив у спеціалізованій раді Д 26.001.23 Київського національного університету імені Тараса Шевченка (22.05.2000 р.);

- 2007 — Професор (спеціальність 01.04.07 — фізика твердого тіла).
- 2015 — Член-кореспондент НАН України (спеціальність «Кореляційна оптика») (обраний 06.03.2015 р.) [Архівовано 1 Червня 2017 у Wayback Machine.].

## Кар'єра
- 1974—1979 — Студент фізичного факультету Чернівецького державного університету;
- 1979—1982 — Інженер кафедри напівпровідникової мікроелектроніки фізичного факультету Чернівецького державного університету;
- 1982—1985 — Аспірант Інституту Напівпровідників;
- 1985—1988 — Молодший науковий співробітник;
- 1988—2000 — Старший науковий співробітник Інституту фізики напівпровідників;
- 2000—2004 — Провідний науковий співробітник Інституту фізики напівпровідників;
- 2004—2022 — завідувач відділу «Структурного аналізу матеріалів і систем напівпровідників» Інституту Фізики Напівпровідників НАН, Київ, Україна[5];
- 2013—2022р — заступник директора Інституту Фізики Напівпровідників НАНУ з наукової роботи[6], Київ, Україна.

## Наукова діяльність
В. П. Кладько зробив вагомий внесок у вивчення фізики процесів динамічного розсіяння Х-променів реальними кристалами в найбільш складних випадках комплексної будови ґратки та дефектної структури, що містить одночасно деформаційні та композиційні неоднорідності. Надзвичайно інформативним в цьому відношенні стало також вивчення закономірностей динамічної дифракції рентгенівських променів в області аномальної дисперсії (К-країв поглинання компонент кристала), так звана резонансна дифрактометрія.
Серед найбільш вагомих наукових результатів, отриманих під керівництвом і при безпосередній участі В. П. Кладька, слід відзначити наступні: — вперше запропоновано і розроблено основи структурної діагностики реальних кристалів, які базуються на особливостях динамічного розсіяння рентгенівських променів в кристалічних середовищах в області аномальної дисперсії, що дозволило коректно описати ситуацію в області довжин хвиль гальмівного спектру, де істотну роль відіграють явища аномальної дисперсії в реальних бінарних кристалах. Методичні аспекти робіт по дослідженню динамічного розсіяння в області аномальної дисперсії активно використовуються в зарубіжних синхротронних центрах для діагностики нанорозмірних об'єктів (надґратки, структури з квантовими точками, біологічні об'єкти); — в рамках статистичної теорії дифракції створена двовимірна модель дальнього структурного порядку для функції просторової кореляції вертикально суміщених квантових точок (КТ), котра дозволяє отримувати результати кількісного аналізу гетероструктур з КТ за експериментальними даними високороздільної рентгенівської дифрактометрії; — закладено фізичні засади нового комплексного методу структурної діагностики реальних кристалів в найбільш складному випадку комплексної дефектної структури, що складається одночасно з деформаційних та композиційних неоднорідностей, який дозволяє визначати не лише структурні характеристики, але і параметр, який характеризує ступінь відхилення реального складу від стехіометричної композиції; — вперше поширюючи область досліджень з використанням квазізаборонених рефлексів на об'єкти наноструктурних розмірів (надґратки, структури з квантовими точками і масивами квантових точок) був встановлений ряд цікавих закономірностей: висока чутливість квазізаборонених рефлексів до складу субшарів, які містять тверді розчини, а також вибіркова чутливість сателітів надґратки до дефектної структури її окремих шарів і можливість сепарації внеску в розсіювальну здатність таких структур кожного з шарів окремо.
Високий рівень фундаментальних і прикладних досліджень у галузі взаємодії рентгенівського випромінювання з кристалами дозволив відділу, керованому В. П. Кладьком, активно включитися у дослідження з фізики, технології і діагностики напівпровідникових наноструктур. Було отримано пріоритетні результати у розвитку динамічної теорії розсіяння рентгенівських променів пружно деформованими багатошаровими квантово-розмірними структурами. Цінність цих досліджень зараз набуває особливого значення, враховуючи стратегічний інтерес нашої держави в розвитку нанофізики, нанотехнологій, наноелектроніки та отримання субмікронних структур з заданими фізичними та фізико-хімічними параметрами і характеристиками.
В. П. Кладько зробив вагомий внесок у розвиток фізичних і фізико-технічних основ формування напівпровідникових наноструктур:
– вперше встановлено взаємозв'язок між структурно-морфологічними змінами в багатошарових структурах і релаксацією пружних деформацій, обумовленої квантовими точками при їх різних просторових кореляціях;
– вперше встановлено і досліджено нові механізми релаксації механічних напружень в епітаксійних системах, визначені особливості механізмів дефектоутворення в приладових наноструктурах на основі III-нітридів та їх залежність від технологічних параметрів ростових процесів і подальших обробок.
- головний напрям: рентгенооптика і високороздільна Х-променева дифрактометрія, фізика твердого тіла і реальна структура кристалічних матеріалів;
- інші напрями: фізика напівпровідників, дифракція в області аномальної дисперсії рентгенівських променів;
- поточний дослідницький інтерес: квазізаборонені відбиття і стехіометрія, багатошарові структури з квантовими ямами і точками, фізика і реальна структура III-нітридних сполук, високороздільна Х-променева дифрактометрія деформаційних і релаксаційних процесів;

### Стажування за кордоном
Університет м. Гельсінкі (Фінляндія), 2000 р. (2 місяці)

## Нагороди, Членство в Товариствах
- Лауреат Державної премії України в галузі науки і техніки 2007 р.;
- Лауреат Премії імені В. Є. Лашкарьова НАН України (За видатні роботи в галузі фізики напівпровідників та напівпровідникового приладобудування) 2017 р.;
- Пам'ятна відзнака Національної Академії Наук України (2018 р.);
- Подяка Президії НАН України (2010 р.);
- Подяка від Київського міського голови (2005 р.);
- Винахідник СРСР (1986 р.);
- член Українського Фізичного Товариства;
- член Міжнародного союзу кристалографів;
- заступник головного редактора журналу «Semiconductor Physics, Quantum Electronics&Optoelectronics»
- редактор тематичного розділу журналу «Український фізичний журнал»
- член редколегії наукового журналу «Наносистеми, наноматеріали, нанотехнології»
- член редколегії наукового журналу «Фізика і хімія твердого тіла»

## Публікації
- Загальна кількість статей в реферованих журналах: 546
- Кількість статей в пошуковій системі Scopus:  222
- Кількість цитувань статей в пошуковій системі Scopus: 1076 (h-index = 16)
- Кількість цитувань статей в пошуковій системі Google Scholar: 1960 (h-index = 22)
- Кількість конференцій: 225
- Монографії:

1. Даценко Л. И., Кладько В. П., Мачулин В. Ф., Молодкин В. Б. Динамическое рассеяние рентгеновских лучей реальными кристаллами в области аномальной дисперсии. 2002. Київ: Академперіодика, 352 с.
2. Молодкин В. Б., Низкова А. И., Шпак А. П., Мачулин В. Ф., Кладько В. П., Прокопенко И. В., Кютт Р. Н., Кисловский Е. Н., Олиховский С. И., Первак Е. Б., Фодчук И. М., Дышеков А. А., Хапачев Ю. П. Дифрактометрия наноразмерных дефектов и гетерослоев кристаллов, 2005, Київ: Академперіодика. 364 с.
3. Кладько В. П., Мачулін В. Ф., Григор'єв Д. О., Прокопенко І. В. Рентгенооптичні ефекти в багатошарових періодичних квантових структурах. 2006, Київ: «Наукова думка» 287 с.
4. Єфанов О. М., Кладько В. П., Мачулін В. Ф., Молодкін В. Б. Динамічна дифракція Х-променів у багатошарових структурах. 2008. Київ: «Наукова думка» 223 с.
5. Венгер Е. Ф., Болтовец Н. С., Беляев А. Е., Кладько В. П., Конакова Р. В., Миленин В. И., Саченко А. В. і ін. Физические методы диагностики в микро- и наноэлектронике. 2011. Харків: «ИСМА» 423 с.
6. Баранський П. І., Бєляєв О. Є., Гайдар Г. П., Кладько В. П., Кучук А. В. Проблеми діагностики реальних напівпровідникових кристалів.  2014, Київ: «Наукова думка» 461 с.
7. Беляев А. Е., Бессолов В. Н., Болтовец Н. С., Жиляев Ю. В., Кладько В. П., Конакова Р. В., Кучук А. В., Саченко А. В., Шеремет В. Н. Физико-технологические проблемы нитрид-галлиевой электроники. 2016. Київ: «Наукова думка», 260 с.
8. Кладько В. П., Фодчук І. М. Методи Х-променевої дифракційної діагностики напівпровідникових кристалів та гетероструктур. 2017, Чернівці: «Рута», 159 c.
9. Беляев О. Є., Кладько В. П., Смертенко П. С., Солнцев В. С. Інститут фізики напівпровідників ім. В. Є. Лашкарьова НАН України. 1960—2020. 2020, Київ: «Академперіодика», 290 c.

- Авторські свідоцтва: 5
- Патенти: 8

## Педагогічна діяльність
Підготував 11 кандидатів фіз.-мат. наук (Кучук А. В., Єфанов О. М., Корчовий А. А., Слободян М. В., Сафрюк Н. В., Гудименко О. Й., Станчу Г. В., Кривий С. Б., Любченко О. І., Максименко З. В., Поліщук Ю. О.  — спеціальність 01.04.07 — фізика твердого тіла).